# Ramal Melipilla-Ibacache
El ramal Melipilla-Ibacache fue una vía férrea chilena que unió a la ciudad de Melipilla con la localidad de Ibacache/Chorombo, perteneciente a la comuna de María Pinto. Funcionó entre 1922 y 1940 y fue propiedad de Claudio Matte. En el siglo XXI solo quedan vestigios de puentes y de unas cuantas edificaciones. 

## Historia
La hacienda Ibacache es adquirida por Domingo Matte en 1854, quien hereda estos terrenos a su hijo Claudio Matte, el cual hace que la hacienda procesos de industrialización.
En 1920 el ingeniero Eduardo Valdivieso y su empresa «Sociedad de Ferrocarril de Melipilla a Curacaví» se encarga de la construcción del ferrocarril. El tramo Melipilla-Ibacache, de 28 km, se inaugura en 1922. En 1925 Matte obtiene control sobre la sociedad, siguiendo Valdivieso como operador, teniendo oficinas en el edificio Díaz en Santiago centro. La obra contemplaba la extensión de las vías en otros 17 km hasta la ciudad de Curacaví, trabajo aún proyectado en 1929, pero debido a factores no se realizó. 
Desde 1922 hasta al menos 1936 operó un servicio de pasajeros, que movió durante la década de 1920 aproximadamente a 22 000 personas al año, que conectaba las bodegas de la hacienda (que ahora es Bollenar), teniendo su punta de rieles en Bollenar y Mallarquito. El servicio salía desde Melipilla a las 8 a. m. y llegaba hasta Bollenar a las 4 p. m.
Por este ferrocarril se transportaban avituallamientos militares. Debido a que no era rentable debido a la competencia con la carretera, el ferrocarril se vio forzado a cerrar en 1940.

## Características
El ferrocarril poseía una trocha de 750 mm y cubría una extensión de 28 km y 1,6 km de desvíos. Por las vías circulaban tres locomotoras a vapor y tres automotores americanos con motor gasolinero. Poseía tres puentes: uno sobre el estero La Higuera, otro sobre el estero Los Sauces y otro sobre el río Puangue. Quedan restos de las bodegas en frente del colegio Chorombo Alto, así como parte de las vías en el ingreso a la hacienda Matte.
A 1929, se reconocían solamente tres estaciones en este ramal: Melipilla, San José e Ibacache.
Existían cuatro depósitos de agua y uno de carbón a lo largo de las vías; el taller de las locomotoras se hallaba en Melipilla. 10 personas se hallaban contratadas para operar el servicio.

## Literatura complementaria
- Instituto de Investigaciones del Patrimonio Territorial de Chile (1989). Valparaíso busca su destino. Universidad de Santiago de Chile. Consultado el 18 de noviembre de 2018.